# Everton Ribeiro
Everton Augusto de Barros Ribeiro, född 10 april 1989 i Arujá, känd som Everton Ribeiro, är en brasiliansk fotbollsspelare som spelar för Flamengo.

## Landslagskarriär
I november 2022 blev Ribeiro uttagen i Brasiliens trupp till VM 2022.